# Devin McCourty
(en) Statistiques sur pro-football-reference
Devin McCourty (né le 13 août 1987 à Nyack) est un sportif professionnel américain de football américain ayant au poste de safety pour la franchise des Patriots de la Nouvelle-Angleterre dans la National Football League (NFL) pendant treize saisons (2010-2022).
Au niveau universitaire, il a joué pour les Scarlet Knights de l'université Rutgers pendant cinq saisons (2005-2009) dans la NCAA Division I FBS avant d'être sélectionné lors du deuxième tour de la draft 2010 par les Patriots.
Avec cette franchise, il remporte trois Super Bowls (XLIX, LI, LIII) et est sélectionné à deux reprises pour le Pro Bowl (saisons 2010 et 2016).

## Enfance
McCourty étudie à la Saint-Joseph Regional High School de Montvale dans le New Jersey où il joue aux postes de cornerback et de safety. Lors de sa dernière année lycéenne, il effectue cinquante tacles et trois interceptions. Il y joue aussi au basket-ball.

## Carrière

### Université
Il intègre l'université Rutgers en 2005 et commence dès sa première année à jouer dans l'équipe des Scarlet Knights en compagnie de son frère jumeau Jason McCourty. Lors de sa dernière saison, il est sélectionné dans l'équipe type 2009 de la conférence Big East.

### Professionnel
Devin McCourty est sélectionné en 27e choix global lors du premier tour de la draft 2010 de la NFL par les Patriots de la Nouvelle-Angleterre et y signe un contrat de cinq ans le 28 juillet 2010. Après la blessure de Leigh Bodden en matchs d'avant saison, il est désigné cornerback titulaire. Le 24 octobre 2010, il réussit sa première interception en NFL lors du match contre les Chargers de San Diego à l'occasion d'une tentative de passe de Philip Rivers vers Patrick Crayton. Contre les Lions de Détroit, il effectue deux interceptions. Lors de la quatorzième journée, contre les Bears de Chicago, il provoque un fumble en taclant Johnny Knox le ballon étant récupéré par Gary Guyton lequel retourne le fumble sur trente-cinq yards et inscrit un touchdown. La semaine suivante, il réussit son premier sack. Pour sa première saison professionnelle, il aura joué tous les matchs en tant que titulaire et totalisera quatre-vingt-deux tacles, sept interceptions, un sack, deux fumbles provoqués et dix-sept passes déviées. Il est sélectionné pour le Pro Bowl 2011 et dans l'équipe All-Pro de la saison.

## Palmarès

### NFL
- Vainqueur des Super Bowls XLIX, LI et LIII ;
- Sélectionné dans la deuxième équipe All-Pro en 2010, 2013 et 2016 ;
- Sélectionné au Pro Bowl en fin de saisons 2010 et 2016 ;
- Sélectionné dans l'équipe type des rookies en 2010 ;
- Sélectionné dans l'équipe de la décennie 2010 des Patriots de la Nouvelle-Angleterre ;
- Sélectionné dans l'équipe type toutes dynasties des Patriots de la Nouvelle-Angleterre ;
- Rookie défensif 2010 de l'American Football Conference.

### NCAA
- Sélectionné dans l'équipe type 2009 de la conférence Big East ;